# جيمي هربرت
جيمي هربرت هو لاعب هوكي الجليد كندي، ولد في 31 أكتوبر 1897 في Cayuga, Ontario ‏ في كندا، وتوفي في 5 ديسمبر 1968 في بوفالو في الولايات المتحدة.

## وصلات خارجية
- جيمي هربرت على موقع دوري الهوكي الوطني (الإنجليزية)
- جيمي هربرت على موقع قاعة مشاهير الهوكي (لاعب أن.إتش.أل) (الإنجليزية)
- جيمي هربرت على موقع EliteProspects.com (الإنجليزية)
- جيمي هربرت على موقع HockeyDB.com (الإنجليزية)
- جيمي هربرت على موقع Hockey-Reference.com (الإنجليزية)